# Бельков, Максим Игоревич
Максим Игоревич Бельков (род. 9 января 1985, Ижевск) — российский профессиональный шоссейный велогонщик, выступающий с 2012 года за команду «Katusha–Alpecin». Воспитанник Удмуртской школы велоспорта.

## Спортивные достижения
2006
1-й  Чемпионат России до 23 лет в индивидуальной гонке
2007
1-й  Чемпионат Европы до 23 лет в индивидуальной гонке на время
2009
1-й Этап 1b(ТТТ) Международная неделя Коппи и Бартали
3-й Чемпионат России в индивидуальной гонке
2010
1-й Этап 1(ТТТ) Brixia Tour
5-й Пять колец Москвы
9-й Тур Дании
2012
1-й  Спринтерская классификация Тур Турции
2013
1-й Этап 9 Джиро д’Италия
1-й Этап 1b(TTT) Международная неделя Коппи и Бартали
10-й Страде Бьянке
2014
1-й  Горная классификация Тур Австрии
2015
Тур Романдии
 Очковая классификация
  Горная классификация
2016
Чемпионат России
3-й в индивидуальной гонке
2-й в групповой гонке
2017
Чемпионат России
2-й в индивидуальной гонке
6-й в групповой гонке

## Статистика выступлений

### Гранд-туры
| Гонка   | 2011 | 2012 | 2013 | 2014 | 2015 | 2016 | 2017 | 2018 |
| ------- | ---- | ---- | ---- | ---- | ---- | ---- | ---- | ---- |
| Джиро   | 101  | —    | НФ   | 90   | 102  | 116  | 125  |      |
| Тур     | —    | —    | —    | —    | —    | —    | —    |      |
| Вуэльта | —    | —    | —    | —    | —    | —    | 134  |      |

| —  | Не участвовал  |
| НФ | Не финишировал |